# Kimura Minehide
Minehide Kimura (sinh ngày 24 tháng 12 năm 1973) là một cầu thủ bóng đá người Nhật Bản.

## Sự nghiệp câu lạc bộ
Minehide Kimura đã từng chơi cho Nagoya Grampus Eight.